# Crevole (torrente)
Il Crevole è un torrente della provincia di Siena, in Toscana.
Il corso d'acqua nasce presso l'omonimo borgo di Crevole e percorre il territorio comunale di Murlo per 16 km, andando poi a confluire nel fiume Ombrone presso la frazione della Befa.